# القفاز الذهبي (فلم 2019)
القفاز الذهبي (الألمانية: Der Goldene Handschuh) فيلم درامي رعب تم إنتاجه عالميًا عام 2019 من إخراج فاتح أكين، تم اختياره للتنافس على جائزة الدب الذهبي في مهرجان برلين السينمائي الدولي التاسع والستين. الفيلم مقتبس من رواية تحمل اسم هاينز سترنك ويحكي قصة السفاح الألماني فريتز هونكا الذي قتل أربع نساء بين عامي 1970 و 1975 وأخفى أشلاء أجسادهن في شقته. تم تسمية الفيلم على اسم الحانة في منطقة الضوء الأحمر في هامبورغ حيث التقى هونكا المدمن الكحولي المشوه بضحاياه. يعتبر فيلم القفاز الذهبي هو أول فيلم للمخرج فاتح أكين يحصل على تصنيف 18 في ألمانيا.
بعد العرض الأول في مهرجان برلين السينمائي الدولي التاسع والستين، تلقى القفاز الذهبي آراء سلبية في الغالب. منح بيتر برادشو الفيلم 2 من أصل 5 نجوم. ديفيد إيرليش من إندي واير أعطاه درجة D ووصفه بأنه «مثير للاشمئزاز» و «واحد من أكثر الأفلام القاتلة المتسلسلة شناعة على الإطلاق». وانتقد الفيلم لوحشيته وافتقاره إلى الجوهر والعمق النفسي. وصفها بعض النقاد الألمان بأنها محاولة فاشلة أو غير كافية لتكييف الرواية وانتقدوا أكين لصنع فيلم رعب مقزز من عرض سترنك الفني للأحداث.

## فريق التمثيل
- جوناس داسلر في دور فريتز هونكا
- مارغريت تيسيل في دور جيردا فوس
- كاتيا ستودت في دور هيلجا دينينجسن
- ديرك بوهلنج في دور جنود نوبيرت
- هارك بوم في دور دورنكات ماكس
- أوي رود في دور هربرت
- لارس ناجل في دور إرني
- جريتا صوفي شميدت في دور بيترا شولتز
- مارتينا إيتنر أتشيمبونغ في دور فريدا
- جيسيكا كوسمالا في دور روث
- تيلا كراتوتشويل في دور إنجي
- باربرا كرابي في دور آنا
- فيليب بالتوس في دور قواد
- مارك هوسمان في دور سيجى هونكا
- آدم بوسدوكوس في دور لفتيريس
- تريستان جوبل في دور ويلي

## روابط خارجية
- القفاز الذهبي  في قاعدة بيانات الأفلام على الإنترنت (بالإنجليزية)
- القفاز الذهبي في موقع ميتاكريتيك.
- القفاز الذهبي في روتن توميتوز.